# Josep Pascual (militar)
Josep Pascual i Bertran (Sant Cugat Sesgarrigues, 1843 - ?) fou un militar català de la Tercera guerra carlina.
El 1873 formà una partida de 60 homes, que un any després havia augmentat fins a 400. El 10 de gener de 1874 entrà a Vic, i amb la seva força s'apoderà del fort de Sant Joan. Per l'acció de Sant Julià de Castellfollit de la Roca, fou nomenat comandant.
En la sorpresa que la brigada Catalán, que disposava de 5.000 homes, donà la tarda del dimecres sant a Santa Coloma de Queralt a les forces que la comandava Tristany i que sumaven en conjunt 800 homes, les forces de Pascual salvaren brillantment la situació amb grans avantatges pels carlistes, envoltant entre dos focs les tropes liberals.
El 1875 fou ascendit a tinent coronel pel seu brillant comportament en l'atac a Molins de Rei, però l'acció que li donà més gran anomenada a Catalunya fou la d'haver-se apoderat amb només la força de 100 homes, el març de 1874, de la important plaça de Vilanova i la Geltrú.